# Calle de las Tres Cruces
La calle de las Tres Cruces es una vía pública de la ciudad española de Madrid, situada en el barrio de Sol, distrito Centro, y que discurre desde la plaza del Carmen hasta la Gran Vía.

## Historia

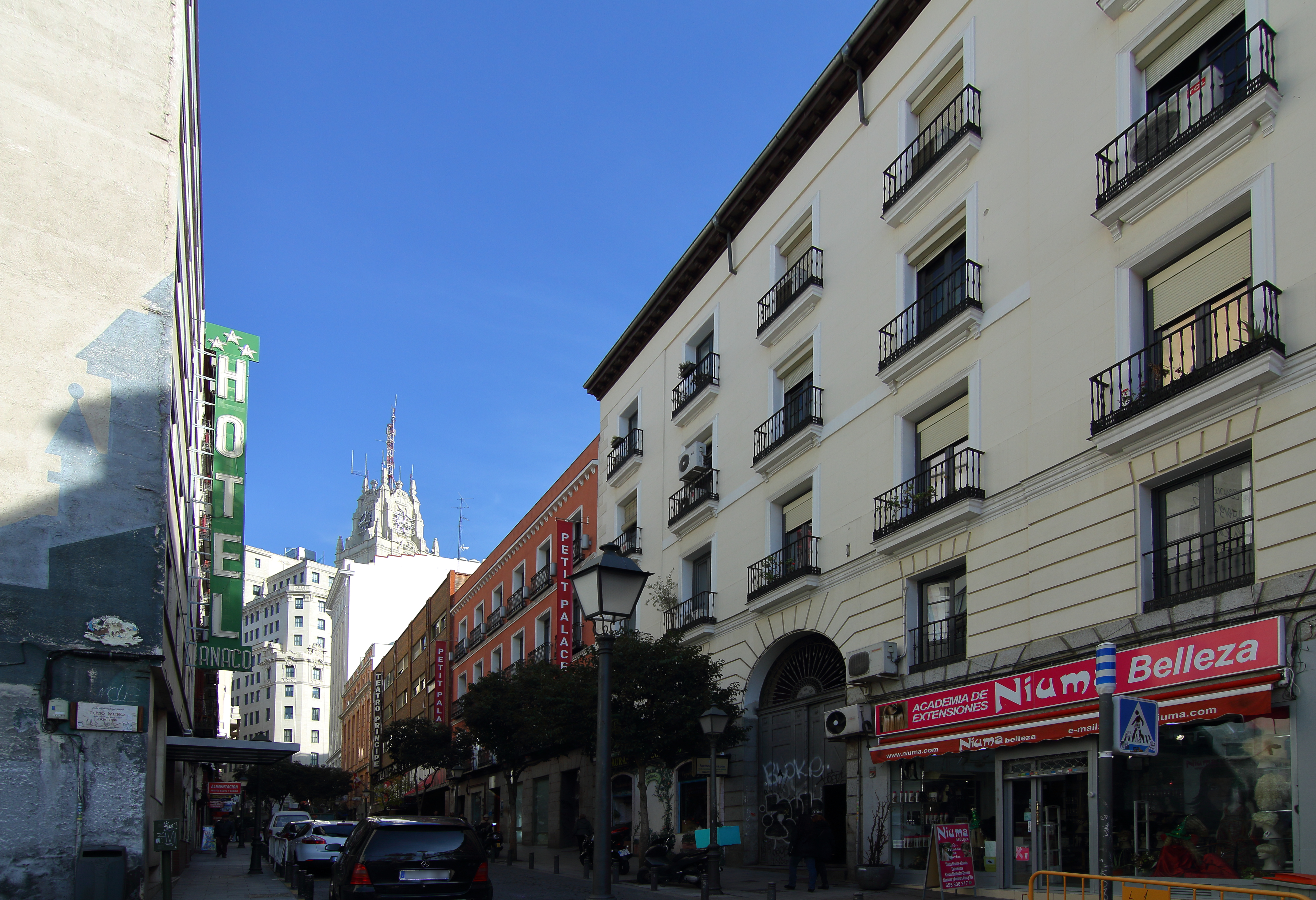
Calle de las Tres Cruces desde la plaza del Carmen

A finales del siglo xix esta calle tenía su comienzo en la plaza del Carmen y su final en la calle de Jacometrezo, sin embargo, tras la reconfiguración urbanística del barrio que tuvo lugar a comienzos del siglo xx con el trazado de la Gran Vía, se mutiló parte de la calle. Su nombre procede de la existencia legendaria de tres cruces, que recordaban la ejecución y quema de tres herejes condenados por el Tribunal de la Inquisición, dos mujeres y un hombre, por el (supuesto) delito de profanar una imagen de la Virgen que existía en la contigua calle de la Salud. Así, desde el siglo xvii se conoció y rotuló como «calle de las Tres Cruces». En 1612 se quiso agregar parte de la vía al convento del Carmen, pero no tuvo efecto, gracias a las gestiones de los regidores.
Se conservaban antecedentes de construcciones particulares desde 1690, según un manual de 1889. En el número 8 estuvo el Hospital de los Franceses, fundado en 1615 por Enrique Saureu, capellán de Felipe III, para el que se construyó un nuevo edificio en 1862, hasta que se trasladó a la calle de Claudio Coello en el nuevo barrio de Salamanca, a finales del siglo xix.
Otros edificios e instituciones a reseñar, ya en el siglo xx, son el Teatro Príncipe-Gran Vía, y en los números 8 y 10, y la sede de la Casa de Zamora en Madrid, en el n.º 12.
Durante la ocupación francesa se instaló en un local de esta calle la Gran Logia nacional de España con sus logias filiales, la Santa Julia y la Beneficencia Josefina, por lo que José Antonio Llorente y Benito Pérez Galdós le dan el nombre de logia de las Tres Cruces. Fundadas en 1809, según la historia oficial del Grande Oriente Español habían tenido acomodo previamente en la que había sido sede de la Inquisición, abolida por decreto de Napoleón, y apenas tuvo tres años de existencia pues tras la huida en 1812 de José I Bonaparte, su Gran Maestre, prácticamente desapareció. En el acondicionamiento del nuevo local hay constancia de que se trabajaba en los últimos meses de 1810 y de que en su decoración participaron dos miembros de la logia: el escultor Pedro Antonio Hermoso y José Ribelles, que pintó en sus muros jeroglíficos y alegorías de la sabiduría.